# Lão lạp
Lão lạp (tiếng Anh: gerontoplast) là loại lạp thể tìm thấy trong các mô từng có màu xanh lục đang trong tiến trình lão hóa. Lão lạp từng là lục lạp, nhưng sau đó thay đổi định hướng hoạt động, dần dần tiến đến lão hóa.

## Sự chuyển hóa từ lục lạp đến lão lạp
Thuật ngữ gerontoplast lần đầu tiên được giới thiệu bởi Sitte năm 1977 nhằm xác nhận một loại lạp thể với những đặc điểm cấu trúc và sinh lý độc đáo hình thành trong suốt quá trình lão hóa lá. Sự lão hóa đã dẫn đến phá vỡ những cân bằng và gây rối loạn nội môi bào quan tế bào. Lục lạp là bào quan đầu tiên xuất hiện những dấu hiệu lão hóa, suy giảm dần dần các chức năng, phân hủy protein chất nền, mất mát các sắc tố quang hợp như diệp lục và carotenoid. Những enzyme tham gia vào sự phân giải diệp lục cũng như cơ chế của chúng đã được hiểu rõ. Còn quá trình tương tự với carotenoid hiện đang là một bí ẩn. Khi những bào quan khác hoàn toàn rối loạn hoạt động, lục lạp vẫn còn sống sót dưới dạng lão lạp.
Sự hình thành lão lạp từ lục lạp trong suốt quá trình lão hóa liên quan đến hiện tượng thay đổi sâu rộng cấu trúc của màng thylakoid, cùng với sự hình thành đồng thời một lượng lớn plastoglobuli tập trung lipid. Tuy nhiên, màng kép lạp thể vẫn còn tồn tại nguyên vẹn trong suốt quá trình này.